# Lord Chelmsford
Frederic Thesiger anden Baron af Chelmsford,  Lord Chelmsford (født 31. maj 1827, død 9. april 1905). Britisk general. Deltog i Krimkrigen og var øverstkommanderende for de britiske styrker under Zulukrigen i 1879. Han vandt til sidst krigen med slaget ved Ulundi.